# Rode koraalklimmer
De rode koraalklimmer (Paracirrhites arcatus) is een straalvinnige vissensoort uit de familie van de koraalklimmers (Cirrhitidae). De wetenschappelijke naam van de soort is voor het eerst geldig gepubliceerd in 1829 door Cuvier.